# Ansia Camuanga Correia
Ansia Camuanga Correia é uma professora e política angolana. Filiada ao Movimento Popular de Libertação de Angola (MPLA), é deputada de Angola pela província de Malanje desde 28 de setembro de 2017.
Correia licenciou-se em Gestão bancária e Seguradora. Lecionou empreendedorismo entre 2012 e 2013 e também trabalhou na área social.